# Rothia (bacteria)
Rothia es un género de bacterias perteneciente a la clase Actinomycetes. Sus especies se caracterizan por ser grampositivas, no esporuladas y tienen morfologías variadas. El contenido GC varía en torno al 50 % y el 75 %. La especie tipo es Rothia dentocariosa.

## Etimología
El género recibe su nombre en honor de Genevieve D. Roth, quien realizó estudios con estos microorganismos.

## Microbiología

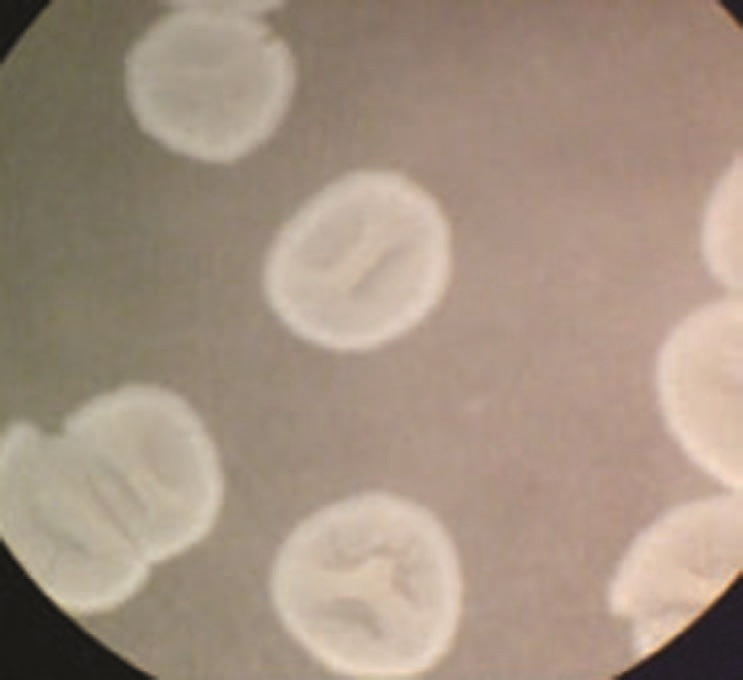
Colonias de R. dentocariosa en agar sangre de cordero al 5%.

Se tiñen de color violeta con la tinción de Gram y azules con la tinción de Ziehl-Neelsen, de lo que se deduce que son grampositivos y no ácido-alcohol resistentes. No forman esporas y no presentan flagelos. Pueden presentar formas cocoides, de bacilos difteromorfos o filamentosas.
El cultivo es adecuado en agar triptona de soya y agar cerebro-corazón, donde genera colonias grandes (de dos a seis milímetros) de color blanco. Son organismos mesófilos y aerobios. Fermenta los glúcidos a ácido láctico. Habitualmente es catalasa-positivo, excepto Rothia mucilaginosa.

## Microbiota normal
Rothia mucilaginosa y Rothia dentocariosa forman parte de la microbiota normal de la boca y orofaringe.

## Enfermedad
Rothia es una causa infrecuente de enfermedad en humanos y suele afectar a personas inmunodeprimidas. Rothia dentocariosa se asocia a la caries dental y la enfermedad periodontal. Rothia aeria puede producir endocarditis. Además, Rothia mucilaginosa se ha aislado en bronconeumonías y bacteriemias.